# Hisaye Yamamoto
Hisaye Yamamoto (1921-2011) fue una autora estadounidense reconocida por su colección de cuento Diecisiete Sílabas y Otras Historias, publicado en 1988.  Su trabajo afronta asuntos de la experiencia del inmigrante japonés en America, al encontrarse entre una primera y segunda generación de inmigrantes, así como las dificultades que encontraban las mujeres en la sociedad de ese entonces.

## Trayectoria

### Sus inicios
Yamamoto Nació como Issei en Redondo Playa, California. Su generación, el Nisei, era a menudo un movimiento perpetuo, nacido de nómadas que impusieron a sus padres por la Ley de Tierra de Alienígena de California. Como puntal, Yamamoto encontrada comodidad en leer y escribir a una  joven edad. Como adolescente, su entusiasmo montó diarios tan americanos empezaron publicar sus letras y cuentos. Muchos Issei estuvieron preocupados con preservar su lengua nativa, mientras los intereses de los Nisei tendió más hacia expresiones de lealtad a los Estados Unidos, esto a través de conocimiento y aplicación de la lengua inglesa. Como resultado, las líneas de comunicación entre los padres japoneses y sus niños afrontaron degradación rápida, dificultando la preservación de cultura japonesa tradicional en América. Inicialmente escribiendo sólo en inglés, Yamamoto  reconocimiento de esta barrera de lengua y generational el vacío pronto devendría uno de sus influencias primarias.

### Segunda Guerra mundial y el relocation de americanos de origen japonés
El 7 de diciembre de 1941, Pearl el puerto estuvo bombardeado por el japonés navy. Dentro cuatro meses del bombardeando, los americanos de origen japonés que numeran cercanos a 120,000, dos-tercios de quien nació en tierra americana, estuvo forzado a internamiento. Dejando casas, granjas, y los negocios abandonados, este enérgicos relocation el movimiento contribuyó a un seguro físico, social, y psicológico uprooting que Yamamoto  repetidamente dirección en su trabajo.  Las mujeres japonesas que dirigen vidas efímeras en los Estados Unidos a menudo tuvieron no hembra confidants exteriores de la familia. A pesar de los trances perpetuos que  afrontaron, la literatura y la poesía continuaron a flourish en la tierra nueva. En un sentido, como respuesta a las varias formas de encarcelamiento y relocation afrontado por ambos Issei y Nisei mujeres, serlo prisión, internamiento, pobreza, género, o incluso matrimonio, el arte devenía la fuente única  de libertad en sus vidas.
Yamamoto Era veinte años cuándo su familia estuvo colocada en el campamento de internamiento en Poston, Arizona. Tenga dos hermanos, uno de quien fue asesinado en combate luchar para el ejército de Estados Unidos durante el internamiento de su familia. En un esfuerzo para quedarse activo, Yamamoto empezó informar para el Poston Crónica, el diario de campamento. Empiece por editorial su primer trabajo de ficción, la muerte Monta los Raíles a Poston, un misterio que era más tarde añadido a Diecisiete Sílabas y Otras Historias, siguió dentro de poco después por una mucha pieza más corta tituló Seguramente  Tengo que ser Soñar. Brevemente deje el campamento para trabajar en Springfield, Massachusetts, pero regresado cuándo su hermano muerto mientras luchando con el Ejército de EE.UU.  442.º Regimental Equipo de Combate en Italia. Los tres años que Yamamoto gastados en Poston profundamente impactó todo de su escribiendo que siguió.

### Vida después de la guerra
Segunda Guerra mundial llegó a su fin en 1945, cerrando los campamentos de internamiento y liberando sus detenidos.  Yamamoto Y su familiar regresado a California, este tiempo en Los Ángeles, donde  empiece trabajar para el Los Ángeles Tribune. Este semanario, pretendido para audiencias americanas africanas, empleados Yamamoto principalmente como columnista, pero también como un editor y reportero de campo.  Teniendo gastó tres años aislados por internamiento, estos próximo tres gastó trabajar para el Tribune dejó Yamamoto para explorar algunos del intricacies de la interacción racial en los Estados Unidos separa de aquellos experimentado primero-mano en el campamento de internamiento. Mucho de qué  aprenda e implementado en su escritura amplió la recepción de su trabajo para incluir no-audiencias americanas asiáticas.
Después de disfrutar mucho crítico aclamar en el tardío @1940s y temprano @1950s, Yamamoto Anthony casado DeSoto y resuelto en Los Ángeles. La madre de cinco, Yamamoto ha hablado las dificultades  tenga encontrar tiempo para escribir, declarando: "La mayoría del tiempo  estoy limpiando casa, o cocina o haciendo trabajo de patio. Tiempo muy pequeño está gastado escritura . Pero si alguien me dije no podría escribir, probablemente me apene mucho."
DeSoto Murió en 2003. Yamamoto, quién había sido en salud pobre desde un golpe en 2010, muerto en 2011 en su sueño en su casa en al noreste Los Ángeles en la edad de 89. También ha sido alabada "para sus realizaciones sutil de género y relaciones sexuales" Su escritura es sensible, laborioso, heartfelt, y delicado, todavía romo y económico, un estilo que homenaje de pagas a su patrimonio japonés mientras estableciendo apelación contemporánea. [La  es

## Diecisiete Sílabas y Otras Historias
Esta colección era primero publicada en 1988, e incluye las historias escritas a través de un tiempo giró de cuarenta años, desde el fin de Segunda Guerra mundial. La colección incluye algunos de Yamamoto  la mayoría de-anthologized trabajos, como "Yoneko  Terremoto," "La Leyenda de Miss Sasagawara," "El Brown Casa," y "Diecisiete Sílabas," considerados por muchos para ser Yamamoto  trabajo definitivo.
Las historias, arregló cronológicamente por el tiempo de su composición, tratar las experiencias de primera generación inmigrantes japoneses (Issei) y su Nisei niños.  El título está dibujado de uno de las historias dentro de la colección y refiere a los requisitos estructurales de japoneses haiku poesía.  Muchos de las historias haber ciertamente contenido autobiográfico, haciendo referencias a la Segunda Guerra mundial campamentos de internamiento japonés, a vida en California Del sur durante el @1940s y '50s, y a la experiencia de ser un escritor.

### Ediciones del texto
El original 1988 versión del texto estuvo publicada por Mesa de Cocina: Mujeres de Prensa de Color.  En 1998, Rutgers la prensa Universitaria liberó una edición nueva que inclusivamente la 1987 Lectura "de cuento y Escritura." En 2001, una edición revisada y expandida del libro añadió cuatro más las historias escritas tan temprano cuando 1942: "la muerte Monta los Raíles a Poston," "#Eucalipto," "Un Fuego en Fontana," y "Florentine Jardines."

### Lista de historias
El Alto-Heeled Zapatos: Un Memoir (1948)—Estos tratos de historia principalmente con cómo las mujeres están tratadas en sociedad. El primer-narrador de persona describe casos de sexuales harassment ella y otras mujeres han experimentado, de telefonear solicitations a amenazas de violación.
Diecisiete Sílabas (1949)—Esta historia sigue las historias paralelas de un jóvenes Nisei chica y su Issei madre: la incapacidad para entender de la hija el interés de su madre en haiku, la hija  budding idilio con un chico mexicano joven, la madre  ganador de un haiku concurso y el resentimiento del padre del éxito artístico de su madre. La historia explora el generational vacío entre Issei y Nisei, así como temas de interethnic interacción, patriarchal represión, y clase-resentimiento basado.
La Leyenda de señorita Sasagawara (1950)—Esto es la historia única  que tiene lugar en un japonés relocation campamento.  Narrado por una chica americana joven, la historia proporciona un retrato ancho de uno del inmates en el campamento, la hija de un sacerdote budista, una mujer señorita nombrada Sasagawara, quién desarrolla una reputación para suplente demente. Al final de la historia, un poema escrito por Perder Sasagawara revela su lucidez y su sentido de ser reprimido por su padre budista. De este modo, la historia afronta la intersección de étnico y patriarchal opresión.
Wilshire Autobús (1950)—Poco después Segunda Guerra mundial, un narrador americano joven observa un americano en un autobús que acosa un par chino, incitándole a internamente gloat y entonces cuestionar su propio gloating. El narrador contempla anti-japonés sentiment así como el complicó interacciones entre grupos étnicos diferentes.
El Brown Casa (1951)—Una mujer deviene una habilitadora poco dispuesta  del hábito de juego de su marido, el cual trae problema financiero en la familia entera. Esta historia explora temas de beleaguered wifehood así como interacciones étnicas.
Yoneko  Terremoto (1951)—Uno de las historias más complejas en la colección, "Yoneko  el terremoto" relaciona dos parcela paralela tacha tan observada por el carácter principal Yoneko, un joven Nisei la chica que se mantiene a base de la granja pequeña de su familia. La historia describe las consecuencias de la llegada de un Filipino mano de granja—para ambos Yoneko, quién desarrolla un aplastar en el hombre, y para su madre, quién comienza un asunto con él.  La historia reitera el tema de madre-hija, Issei-Nisei, y mujer-relaciones de marido cuando explorados en "Diecisiete Sílabas."
Lluvia de mañana (1952)—Esta historia relaciona un momento en cronometra tener lugar encima almuerzo entre un Nisei hija y su Issei padre. Sobre el curso de la historia,  aprendemos que la hija ha casado un hombre americano y siente disconnected de su padre. Los fines de historia con un repentinos revelation aquello es simbólico del vacío de comunicación entre generaciones: la mujer descubre que su padre tiene oído de dificultad.
Epitalamio (1960)—Una novia americana de origen japonés reminisces sobre su relación turbulenta con su marido nuevo, un italiano americano alcohólico quien  conozca en una comunidad cristiana. La historia explora las esperanzas y decepciones de románicos, en particular interethnic idilio. El título refiere a una forma poética griega antigua escrito en honor de una novia.
Las Vega Charley (1961)—Una cuenta que abarca décadas de la vida de un Issei hombre, el tan-apodó "Las Vega Charley."  Los gráficos de historia Charley  inmigración a los Estados Unidos, su matrimonio y vida familiar temprana, su confinamiento en un campamento de internamiento de la Segunda Guerra mundial para americanos de origen japonés, y su migración subsiguiente a Las Vega para devenir un lavavajillas. La historia describe su earnest intentos y fracasos inevitables para lo reformar y mejorar sus circunstancias.
Vida Entre los Campos de Aceite, Un Memoir (1979)—En este no-cuenta de ficción, Yamamoto describe su vida en una granja entre los campos de aceite de California Del sur. Los fines de historia con el daño de su hermano Jim en un golpe-y-accidente corrido. El Caucasian el par en el coche es más tarde seguido abajo, pero  rechazan responsabilizarse y hacer ni siquiera inquire aproximadamente la condición de Jim.
El Eskimo Conexión (1983) — Un escritor americano de origen japonés forja un vínculo con un Eskimo prisión inmate a través de correspondencia escrita. La historia pinta un retrato humorístico y afectuoso de interethnic amistad.
Mi Padre Puede Batir Muhammad Ali (1986)—Un Issei el padre intenta impresionar en su deporte americano-hijos amorosos un interés en deportes japoneses. La historia refleja el generational vacío entre tradicional-padres japoneses importados y su Americanized niños.
Señora subterránea (1986)—Describe el encuentro entre una mujer americana de origen japonés y una mujer blanca, quién inadvertently revela sus prejuicios raciales propios. La historia revela un lado negativo a interethnic interacción, como contrapunto a "El Eskimo Conexión," entre otros.
Un Día en Tokyo Pequeño (1986)—En esta historia, un joven Nisei chica grudgingly acompaña su padre y hermano a un sumo partido, pero queda en Tokyo Pequeño, donde  observa las mayorías y goings de los habitantes. La historia explora el generational vacío entre Issei padres y Nisei niños.

### Otros temas
Desconexión entre primer- y segundo-inmigrantes de generación: Muchos de las historias—notablemente "Diecisiete Sílabas," "Yoneko  Terremoto," "Lluvia de Mañana," y "Las Vega Charley"—comentario en el generational vacío entre el Issei y Nisei, un vacío exacerbado por las diferencias culturales entre Japón y los Estados Unidos. En ninguna parte quizás es este vacío más claramente declarado que en "Las Vega Charley," en qué el eponymous protagonista mournfully observa, "El joven japonés, el Nisei, era tan Americanized ahora. Mientras la mayoría de ellos todavía gustados para comer su arroz hervido, pez crudo, y vegetales en vinagre, ellos normalmente Eve del año Nuevo gastado en algún cabaret."  "Las Vega Charley" observa el generational vacío de la perspectiva de un Issei hombre y es especialmente comprensivo a la pérdida de lengua y tradiciones culturales.  Otras historias, gusta "Diecisiete Sílabas," está dicho de la perspectiva del Nisei, y foco en la confusión de americano-niños nacidos cuando  luchan para entender sus padres' cultura nativa remota.  En "Diecisiete Sílabas," la apatía del narrador hacia haiku está enlazado a su incapacidad más seria a empathize con su madre japonesa.
Represión de mujeres en sociedades japonesas y americanas: El muy primera historia en la antología, "El Alto Heeled Zapatos," foregrounds el asunto de tiranía macho sobre los cuerpos y las mentes de las mujeres, en las formas duales de sexuales harassment y expectativas sociales en mujeres para ser pasivas. Por ejemplo, la historia hace una crítica feminista de Mahatma el consejo para ser de Gandhi pacifistic en la cara de violencia. "El Alto Heeled los zapatos" trata sexuales harassment a través de líneas étnicas.  Otras historias en la colección tratan funciones de género y represión hembra en el contexto de cultura japonesa.  Varias historias tratan las decepciones de matrimonio. La mujer que padece larga es un recurring carácter, representando como los mártires en historias gustan "Diecisiete Sílabas," "Yoneko  Terremoto," y "El Brown Casa." Como contrapunto, los hombres son más a menudo retratados como maridos crueles o deadbeat padres.
Interacciones ambiguas entre comunidades étnicas en América: Yamamoto describe América como red compleja de etnicidades diferentes, hizo aún más complicado por los prejuicios y las jerarquías crearon por cada grupo étnico. Sus historias presentan varias interacciones entre japoneses y Anglo-americanos, japoneses y mexicano, japonés y chino, japonés y Filipino, japonés y africano-americano, incluso entre japonés y Eskimo. Muchos de estas interacciones enfatizan hostilidad y malentendido culturales, por ejemplo hostilidad americana hacia el japonés después de que Segunda Guerra mundial.  Otras historias retratan interacción étnica como positivo, productivo, y significativo a los partidos implicaron.  "El Eskimo la conexión" sigue la amistad inusual entre un autor japonés y un aspirante Eskimo el escritor que corresponde de prisión. A veces Yamamoto crea sorprender los giros basaron en momentos inesperados de empatía o entendiendo mal entre dos grupos.  En "El Brown Casa," la interacción de un hombre negro con una familia japonesa es una ocasión  para cooperación y agradecimiento, pero también para prejuicio ("un kurombo!").

### Adaptaciones
El 1991 americano Playhouse Vientos de Verano Calientes especiales, dirigidos por Emiko Omori, estuvo basado a Yamamoto  "Diecisiete Sílabas" y "Yoneko  Terremoto."

## Reconocimientos
Hisaye Yamamoto Recibido aclama para su trabajo casi del muy empezando de su carrera.  Sea, cuando Rey-Kok Cheung notado, "uno de los primeros escritores americanos para obtener reconocimiento nacional después de la guerra, cuándo anti-japonés sentiment era quieto rampant." A pesar de que ella ella resistió ser rigidly caracterizado como voz para grupos japoneses o asiáticos ("no te pienso puede escribir apuntar en un específicamente asiático-audiencia americana si  quieres escribir libremente"),  esté considerada una  del asiático de premier-autores americanos.
Premios y Camaraderías
- 2010: Taller de Escritores americano asiático  Lifetime Premio de Consecución[12]
- 1988: Asociación para el premio de los estudios americanos asiáticos para Literatura para Diecisiete Sílabas[13]
- 1986: Antes de que el premio de Libro americano de Colón Fundación para Lifetime Consecución[1]
- 1952: "Yoneko  el terremoto" nombró uno de Cuentos americanos Mejores
- Temprano @1950s: Declinado un Stanford Camaradería de Escritura Universitaria para perseguir trabajo social
- 1950@–51: Fundación de Whitney de Heno de John Camaradería de Oportunidad